# 广安门站

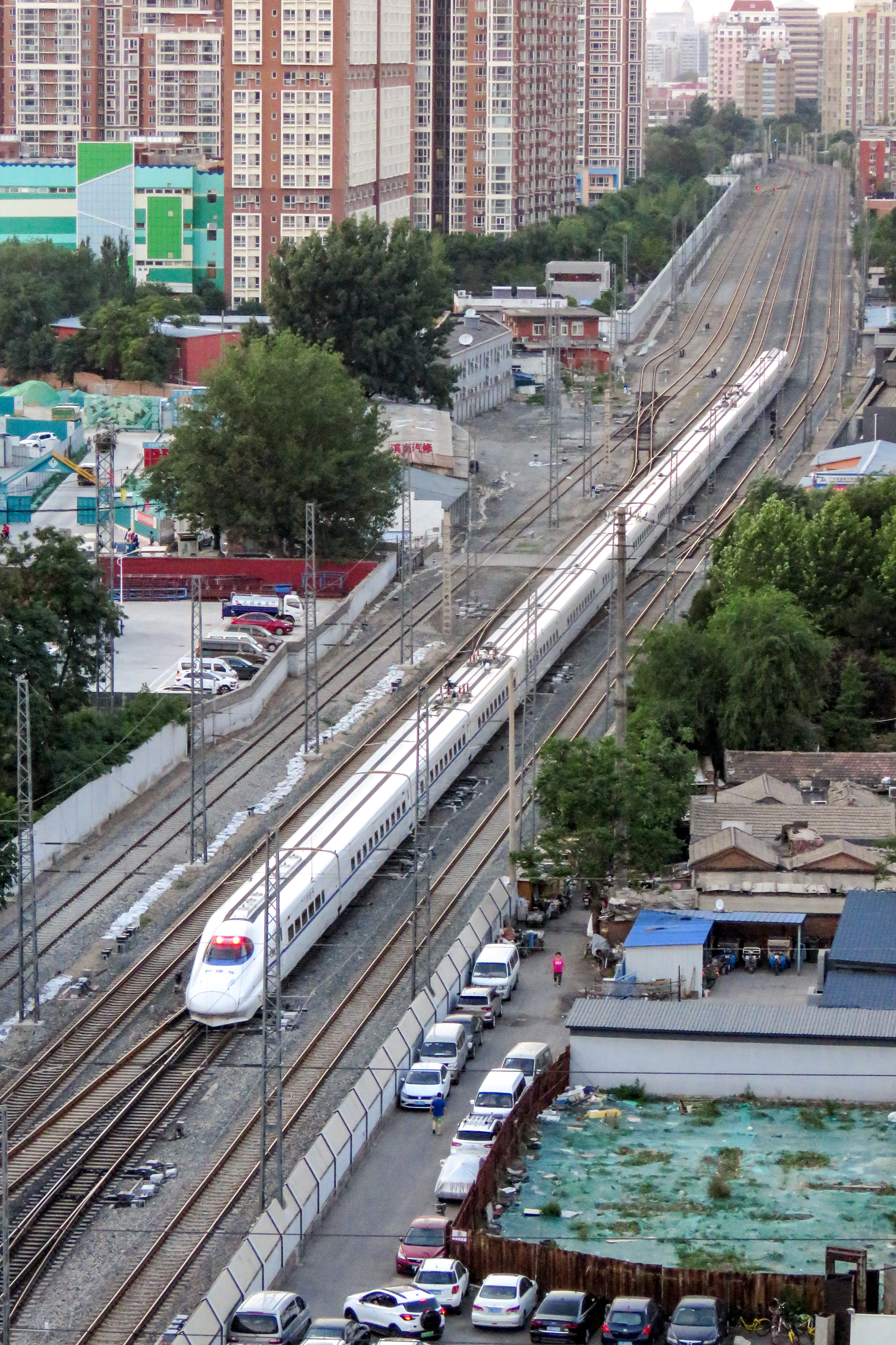
0D902次回送列车通过广安门站（2019年）

广安门站亦可称广安门火車站，原来又称广安门货场，位于中国北京市西城区广安门外街道、西二环外、广安门外大街以南、原北京外城城墙以西、广安门西南方，是京九铁路上的一座火车站，原为北京铁路局辖下的铁路货运站，目前已不办理客货运业务，但仍有列车在该站待避其他列车。车站占地面积25万平方米，总建筑面积8万多平方米。车站站台为地上站台，站内股道曾有16条，但货运业务停办后仅余5条:65。
广安门站是京张铁路的第二个站点。2009年10月25日停止办理货运业务，随后货场开始拆除。拆除前有9个货运库房、2个集装箱场地、5个集装箱龙门吊以及9条货运线路，西侧另有几处平房，及一座办公大楼。广安门站的货运业务也转移至大红门站、百子湾站和双桥站。

## 历史
1905年，京张铁路开工，路线是柳村站、广安门站、阜成门乘降所、西直门站、南口站至张家口站，由于地处广安门城楼西侧，故而得名。直到1906年9月30日丰台站至南口站段竣工通车，广安门站开始办理旅客和货物运输:64。
1906年至1948年，广安门站的装卸作业还全部是靠搬、背、抬、扛等纯体力劳动，人们称装卸工为脚力，脚行。
1949年至1957年的解放初期，由于国民经济正在逐步恢复调整，广安门车站变为办理粮食、煤炭、危险品运输为主，此外，还会运一些河北保定一带的粪干，供农民种地用。直到改革开放以后，物质逐渐丰富，广安门站成为京城市民的生活储备库。
1958年大跃进期间，那时流行“自力更生，艰苦奋斗”，“以站为家，以站为荣”，广安门站也大搞技术革命。职工自己设计、制造了一批简易式、固定式、木结构和钢结构的链板机、皮带机、小推车等装卸工具，并提出“零担车子化”，“散件滑溜化”，“笨重货物爬杆化”的口号。工人们共研究出94种、1000多件装卸工具，还编了顺口溜赞扬小推车：小推车真是好，又省裤子又省袄。
1968年，广安门经手帕口至西直门火车站的一段铁路被拆除，西直门火车站成为京包铁路始发终到客站，但广安门站仍留有通往京汉铁路西便门站（原址位于今北京西站东侧的会城门桥东南）的联络线，这段联络线后来成为京九线的一部分。京张线柳村-广安门段后来成为柳广联络线，客运运价里程表中称“丰广线”，是丰沙线列车接入北京西站的联络线。20世纪90年代中期，马家堡至广安门的马广联络线建成，以沟通北京站与北京西站间的中转行包交换:153。

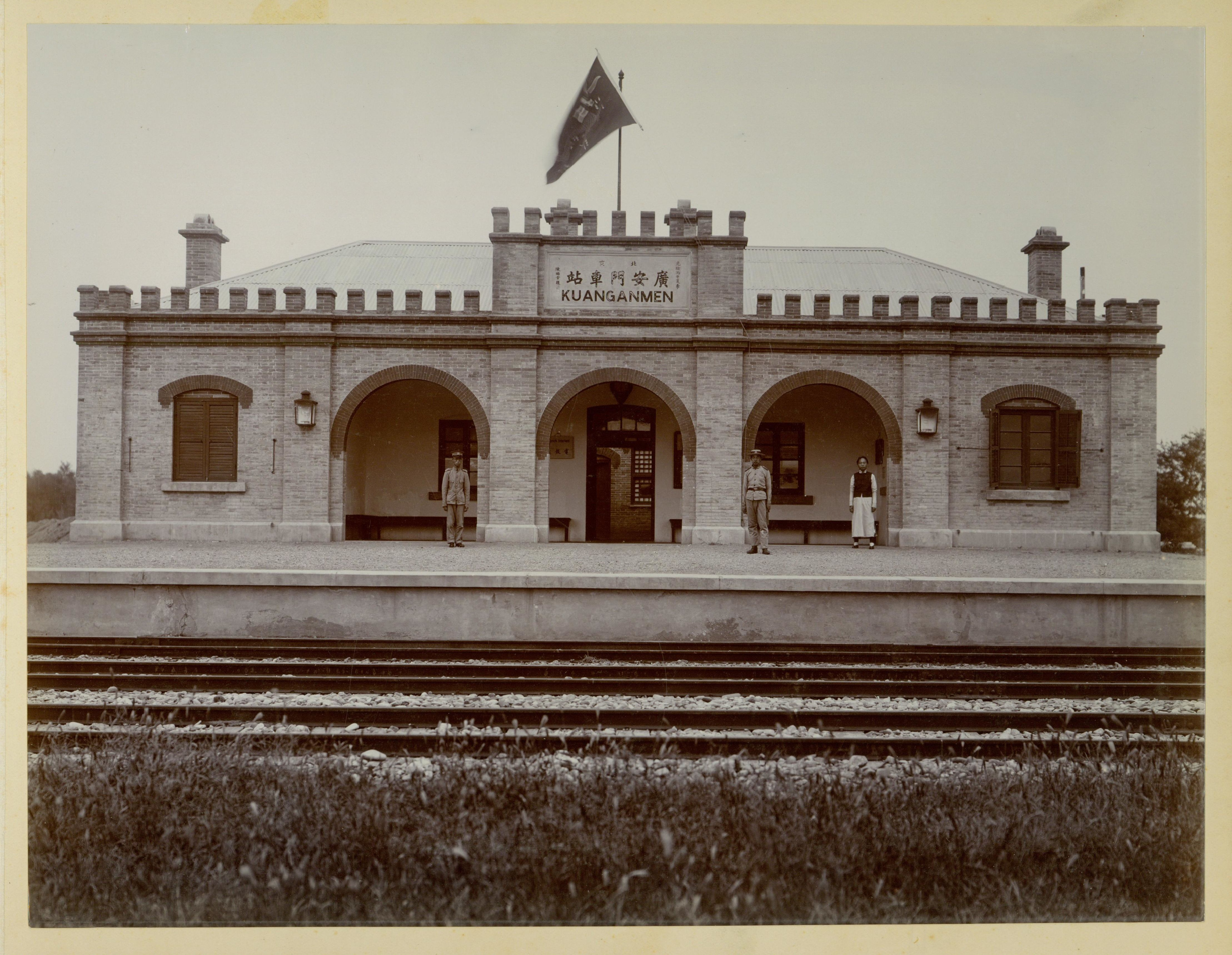
广安门站旧照（谭景棠《京张路工摄影》）
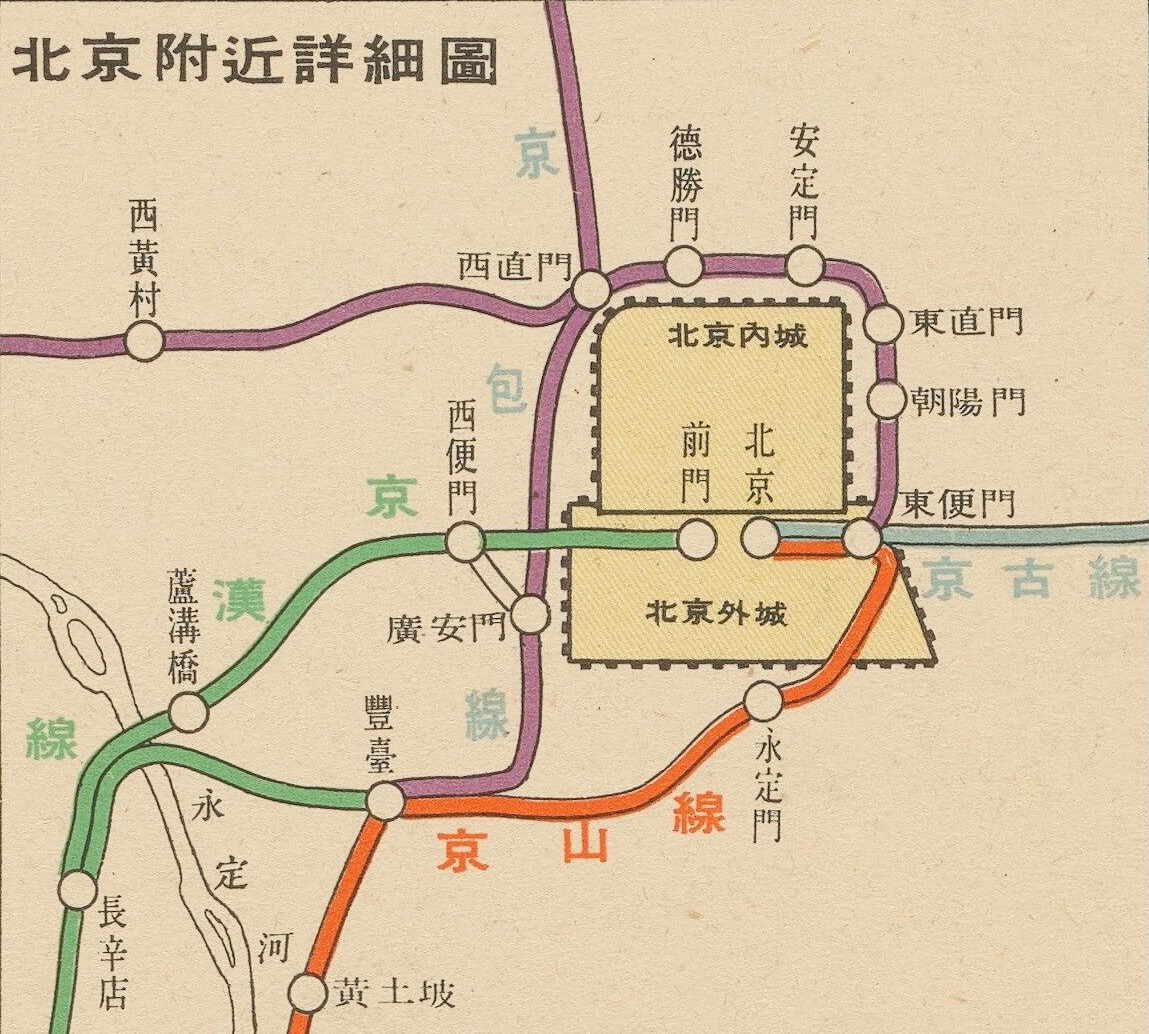
1938年的华北交通广安门站附近铁路线路详图
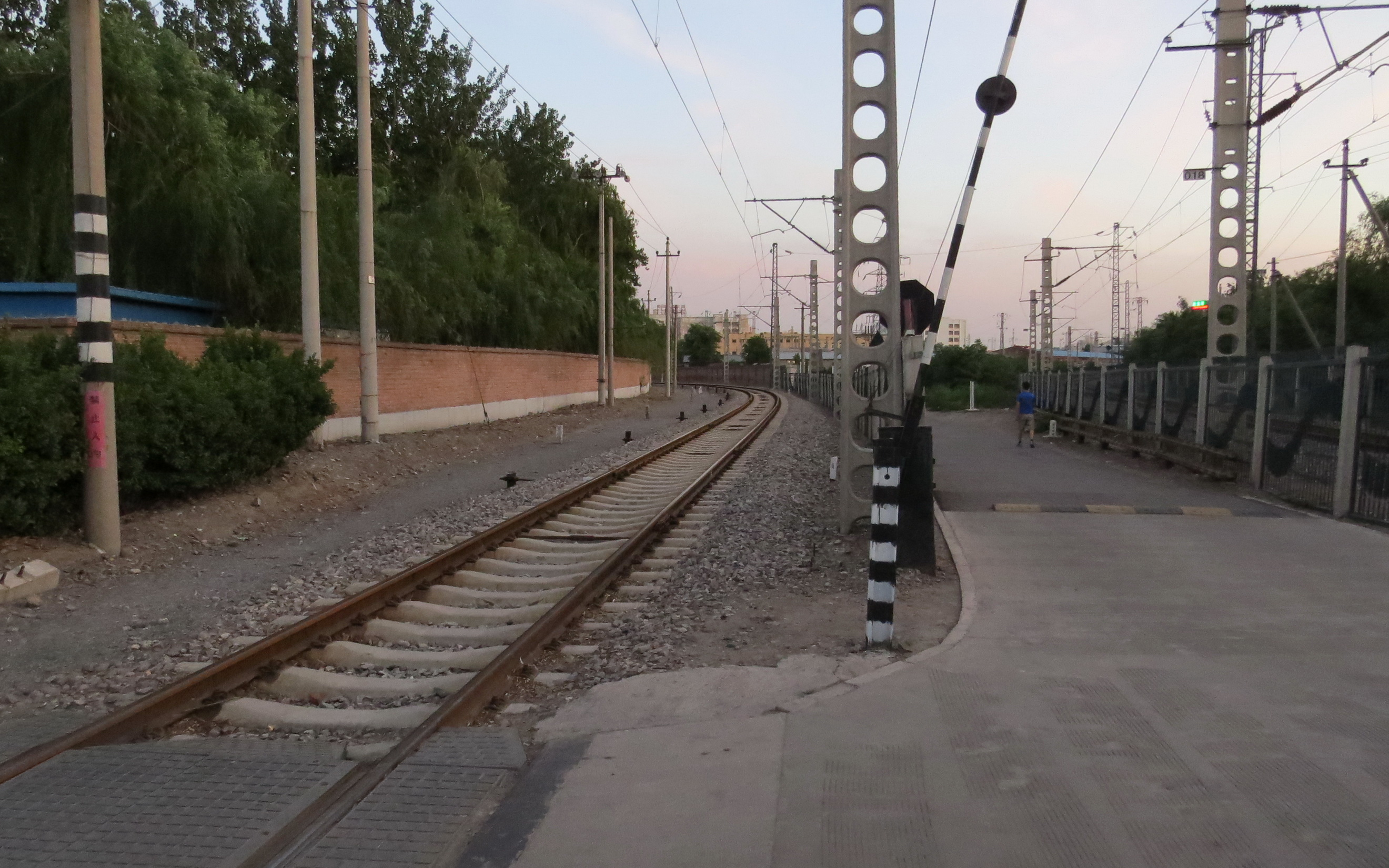
柳村六线（北京南方向）
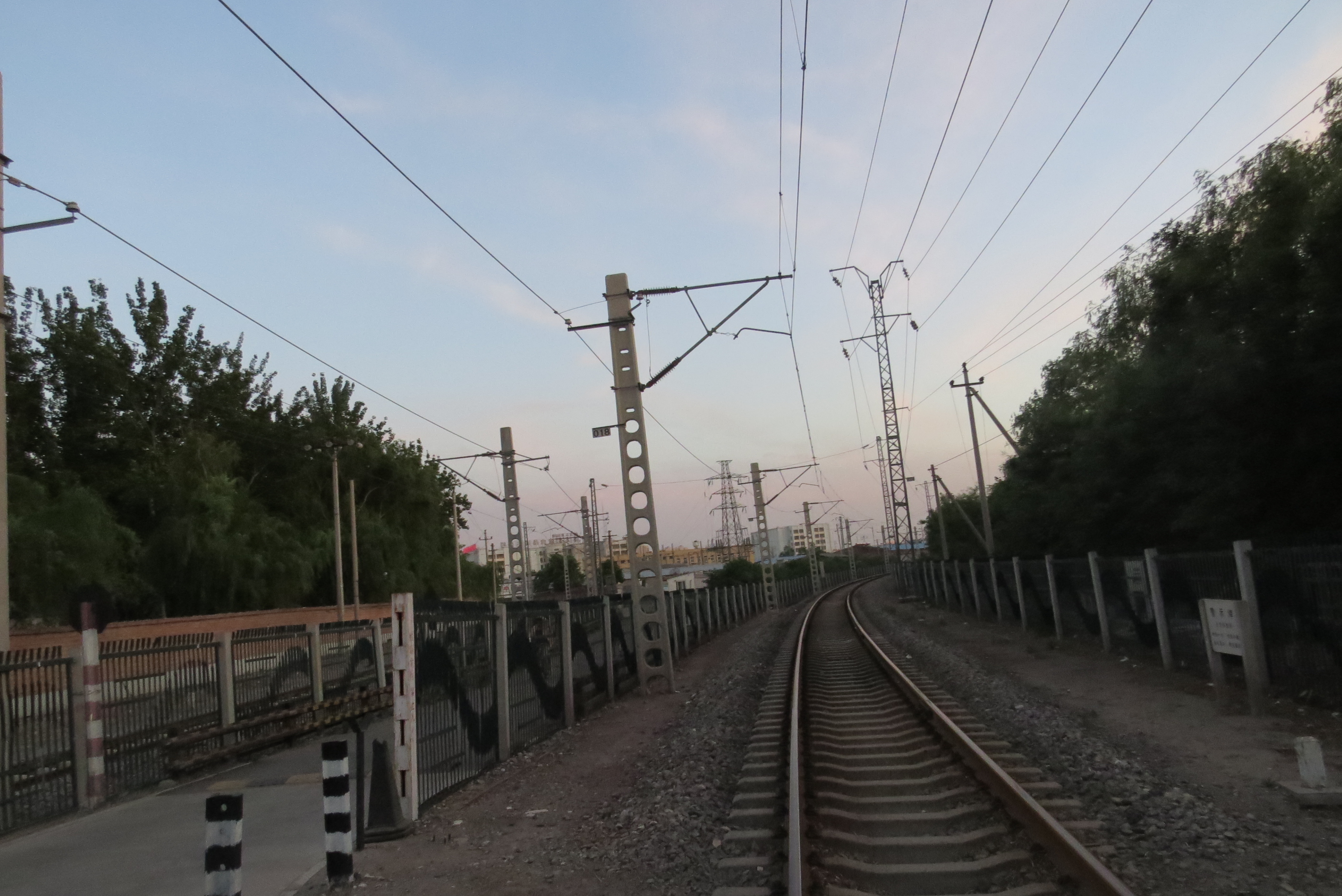
柳村五线（丰台方向）
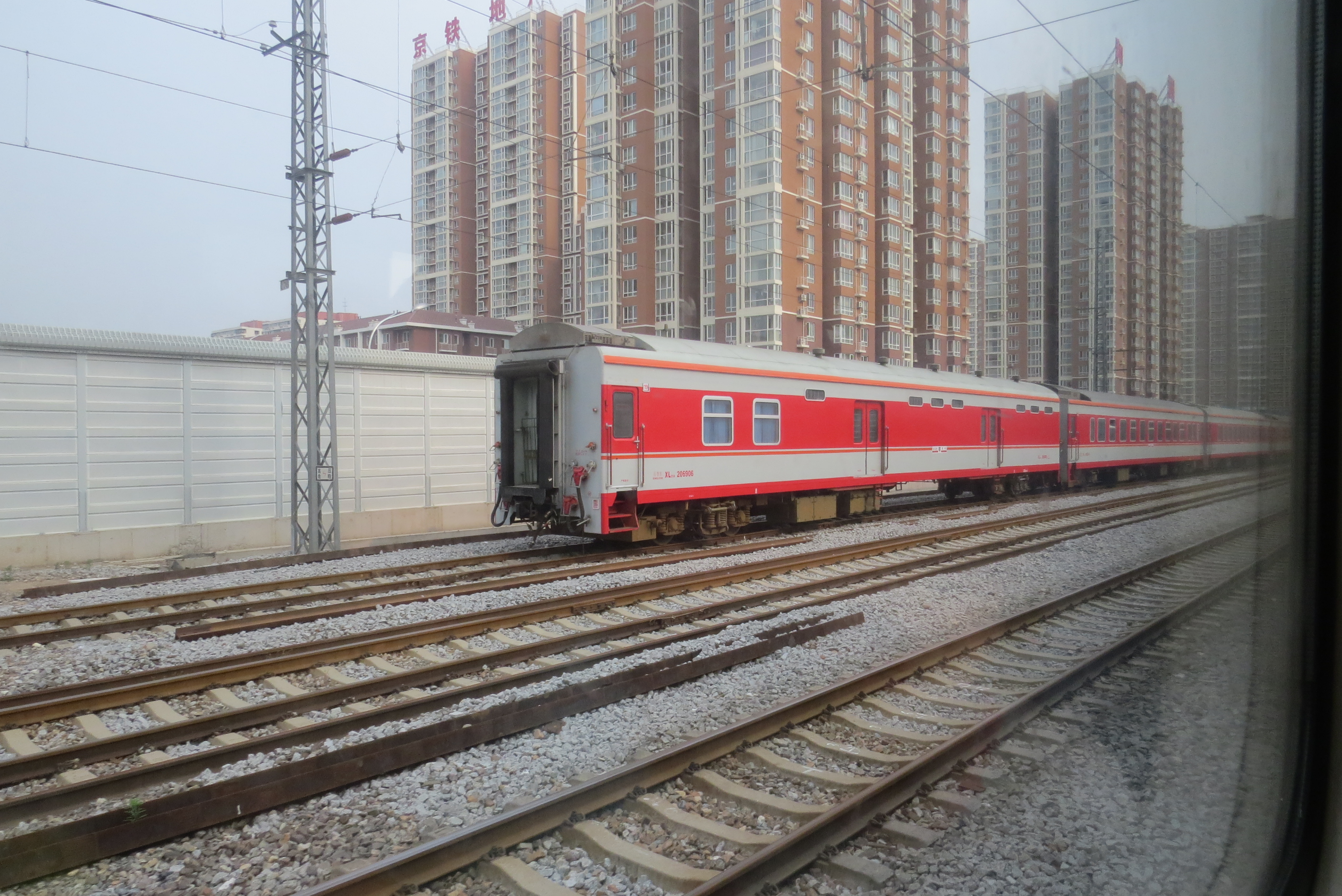
K179/180次列车的车底外放至广安门站